# Liste der Stolpersteine in Eberswalde

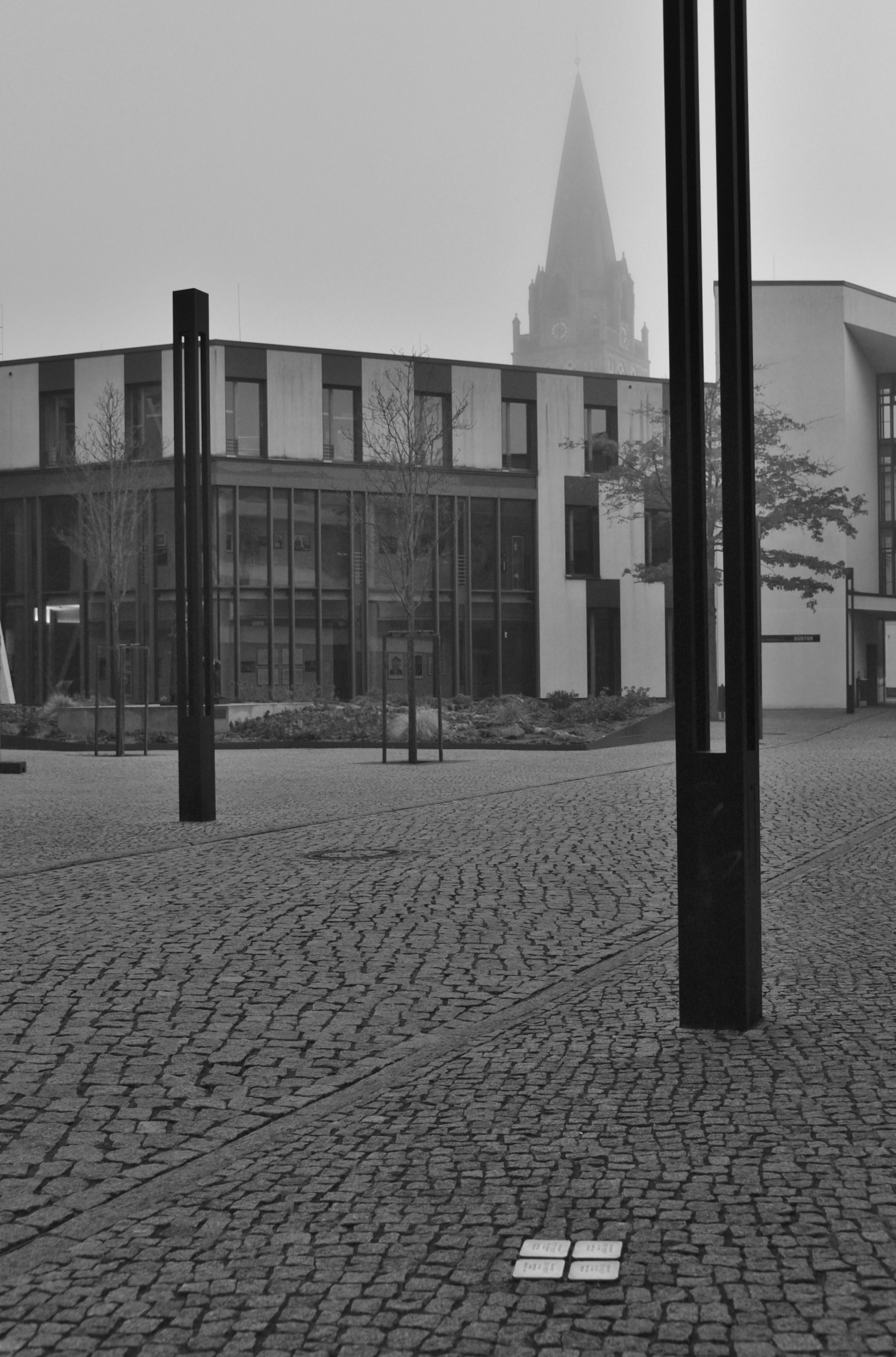
Stolpersteine in Eberswalde

Die Liste der Stolpersteine in Eberswalde umfasst die Stolpersteine, welche vom Kölner Künstler Gunter Demnig in der brandenburgischen Stadt Eberswalde verlegt wurden. Sie sind Opfern des Nationalsozialismus gewidmet, all jenen, die vom NS-Regime drangsaliert, deportiert, ermordet, in die Emigration oder in den Suizid getrieben wurden. Demnig verlegt für jedes Opfer einen eigenen Stein, im Regelfall vor dem letzten selbst gewählten Wohnsitz.

## Verlegte Stolpersteine

### Klinikum
Im Eingangsbereich des Klinikums Eberswalde wurden sieben Stolpersteine für Opfer des NS-„Euthanasie“-Programms an Menschen mit Beeinträchtigung verlegt.
| Stolperstein | Inschrift                                                    | Verlegeort                                        | Name, Leben  |
| ------------ | ------------------------------------------------------------ | ------------------------------------------------- | ------------ |
|              | HIER LEBTE CHARLOTTE B. JG. 1898 VERLEGT 24.5.1940 T4-AKTION | Oderberger Straße 8 (Gropiusbau der Landesklinik) | Charlotte B. |
|              | HIER LEBTE GUSTAV D. JG. 1884 VERLEGT 24.6.1941 T4-AKTION    | Oderberger Straße 8 (Gropiusbau der Landesklinik) | Gustav D.    |
|              | HIER LEBTE ANNA F. JG. 1895 VERLEGT 24.7.1940 T4-AKTION      | Oderberger Straße 8 (Gropiusbau der Landesklinik) | Anna F.      |
|              | HIER LEBTE EDUARD F. JG. 1883 VERLEGT 28.6.1940 T4-AKTION    | Oderberger Straße 8 (Gropiusbau der Landesklinik) | Eduard F.    |
|              | HIER LEBTE MARGARETE H. JG. 1900 VERLEGT 19.7.1940 T4-AKTION | Oderberger Straße 8 (Gropiusbau der Landesklinik) | Margarete H. |
|              | HIER LEBTE ERICH J. JG. 1892 VERLEGT 7.1.1941 T4-AKTION      | Oderberger Straße 8 (Gropiusbau der Landesklinik) | Erich J.     |
|              | HIER LEBTE GUSTAV K. JG. 1886 VERLEGT 7.1.1940 T4-AKTION     | Oderberger Straße 8 (Gropiusbau der Landesklinik) | Gustav K.    |

### Vor dem letzten Wohnsitz
Im Stadtgebiet von Eberswalde wurden zumindest weitere 35 Stolpersteine an 19 Anschriften verlegt:
| Stolperstein | Inschrift | Verlegeort                                                  | Name, Leben |
| --- | --- | ----------------------------------------------------------- | --- |
| | HIER WOHNTE ERNST-ALFRED BLUMENHEIN GEBOREN 1891 VERHAFTET 1938 GEFÄNGNIS HIRSCHBERG SACHSENHAUSEN TOT 1.1.1939 | Breite Straße · (Bushaltestelle gegenüber Nr. 136) ·        | Ernst-Alfred Blumenhein |
| | HIER WOHNTE BENNO GUTKIND JG. 1865 DEPORTIERT 1942 THERESIENSTADT ERMORDET 31.1.1943                            | Eisenbahnstraße 83                                          | Benno Gutkind wurde am 17. Dezember 1865 im Bezirk Eberswalde geboren. Er war Kaufmann und zum Zeitpunkt seines Todes verwitwet. Er wurde am 14. Juli 1942 mit Transport I/22 von Berlin nach Theresienstadt deportiert. Seine Transportnummer war 1484. Am 31. Januar 1943 verlor er ebendort sein Leben. Als offizielle Todesursache wurde Marasmus angegeben, Altersschwäche. |
| | HIER WOHNTE GERTRUD HAMBURGER GEB. FROST JG. 1883 DEPORTIERT 1941 RIGA ERMORDET 30.11.1941                      | Weinbergstraße 13                                           | Gertrud Hamburger geb. Frost |
| | HIER WOHNTE SELMA JACOB GEBOREN 1886 SCHICKSAL UNBEKANNT                                                        | Friedrich-Ebert-Straße 15 · (vorm.Neue Kreuzstraße 15) ·    | Selma Jacob |
| | HIER WOHNTE BERTA KLEINICKE GEB. HARTMANN JG. 1871 DEPORTIERT 1942 THERESIENSTADT ERMORDET 10.1.1943            | Carl-von-Ossietzky-Straße 2 (vorm. Neue Schweizer Straße 2) | Berta Kleinicke geb. Hartmann wurde am 18. Juli 1871 in Berlin geboren. Sie hatte zumindest einen Bruder, Julius Hartmann, geboren am 22. Januar 1865 in Berlin. Sie wurde am 19. August 1942 mit Transport I/47 von Berlin nach Theresienstadt deportiert. Ihre Transportnummer war 4851. Am 10. Januar 1943 verlor sie ebendort ihr Leben. Die Totenbeschau fand erst zwei Tage nach ihrem Hinscheiden statt, als offizielle Todesursache wurde „Darmkrebs“ eingetragen. Ihr Bruder und ihre Schwägerin, Sidonie Hartmann geb. Dresel, wurden ebenfalls im Zuge der Shoah ermordet. Das Ehepaar wurde einen Tag vor Berta Kleinicke von Berlin nach Theresienstadt deportiert. Julius Hartmann kam am 22. Dezember 1942 in Theresienstadt ums Leben, seine Witwe wurde am 16. Mai 1944 nach Auschwitz verschleppt und dort ermordet.                      |
| | HIER WOHNTE CHARLOTTE KOHN JG. 1897 DEPORTIERT 1942 GHETTO WARSCHAU SCHICKSAL UNBEKANNT                         | Eisenbahnstraße 10 <                                        | Charlotte Kohn |
| | HIER WOHNTE GERTRUD KOHN JG. 1899 DEPORTIERT 1942 GHETTO WARSCHAU SCHICKSAL UNBEKANNT                           | Eisenbahnstraße 10                                          | Gertrud Kohn |
| | HIER WOHNTE JENNY LAGRO GEB. HERRMANN GEBOREN 1869 DEPORTIERT 1942 THERESIENSTADT SCHICKSAL UNBEKANNT           | Friedrich-Ebert-Straße · (gegenüber Nr. 9) ·                | Jenny Lagro |
| | HIER WOHNTE JOSEF LAGRO GEBOREN 1862 DEPORTIERT 1942 THERESIENSTADT ERMORDET 13.12.1943                         | Friedrich-Ebert-Straße · (gegenüber Nr. 9) ·                | Josef Lagro |
| Bild gesucht Der Benutzer GeorgDerReisende ( Diskussion ) wünscht sich an dieser Stelle ein Bild vom Ort mit diesen Koordinaten 52.837943 13.730479 . Motiv: die Stolpersteine für das Ehepaar Landmann, die Lage und das Haus Falls du dabei helfen möchtest, erklärt die Anleitung , wie das geht. BW | HIER WOHNTE GERTRUD LANDMANN GEB. PREUSSE JG. 1896 FLUCHT IN DEN TOD 4.3.1943                                   | Finow, Biesenthalerstraße 5                                 | Gertrud Landmann geb. Preusse |
| | HIER WOHNTE MAGNUS LANDMANN JG. 1892 FLUCHT IN DEN TOD 4.3.1943                                                 | Finow, Biesenthalerstraße 5                                 | Magnus Landmann |
| | HIER WOHNTE HERMANN LEFEBRE JG. 1869 DEPORTIERT 1942 THERESIENSTADT ERMORDET 17.12.1943                         | Breite Straße (frühere Nr. 35; neben dem Parkplatz)         | Hermann Lefebre |
| | HIER WOHNTE GEORG LIEPMANN JG. 1887 SCHICKSAL UNBEKANNT                                                         | Ratzeburgstraße/Ecke Markt                                  | Georg Liepmann |
| | HIER WOHNTE MARTIN LIEPMANN JG. 1878 SCHICKSAL UNBEKANNT                                                        | Ratzeburgstraße/Ecke Markt                                  | Martin Liepmann |
| | HIER WOHNTE MARGARETHE LIEPMANN GEB. JOSE JG. 1872 DEPORTIERT 1942 THERESIENSTADT ERMORDET 8.3.1943             | Friedrich-Ebert-Straße 13                                   | Margarethe Liepmann geb. Jose |
| | HIER WOHNTE RICHARD LIEPMANN JG. 1880 DEPORTIERT 1942 THERESIENSTADT ERMORDET 11.4.1943                         | Friedrich-Ebert-Straße 13                                   | Richard Liepmann |
| | HIER WOHNTE MARTHA NEUMEISTER GEB. HIRSCHFELD JG. 1876 DEPORTIERT 1942 THERESIENSTADT ERMORDET 8.4.1943         | Brautstraße 16                                              | Martha Neumeister geb. Hirschfeld |
| weitere Bilder \| | HIER WOHNTE LISBETH PFINGST GEB. FRIEDLÄNDER JG. 1868 DEPORTIERT 1942 THERESIENSTADT ERMORDET 30.11.1943        | Breite Straße 28 ·                                          | Lisbeth Pfingst geb. Friedländer wurde am 17. November 1868 in Berlin geboren. Ihre Eltern waren Itzig Isidor Friedlaender und Clementine. Sie hatte drei Schwestern, Emma Ella, später verehelichte Spandau, Rosalie und Regina. Sie heiratete Gustav Pfingst. Das Paar bekam drei Kinder, Hilde Johanna, Henny und Barbel. Sie wurde am 17. Juli 1942 mit Transport I/25 von Berlin nach Theresienstadt deportiert. Ihre Transportnummer war 1791. Sie wurde am 30. November 1943 in Theresienstadt ermordet. |
| | HIER WOHNTE ERNA PINKUS GEB. JACOB JG. 1889 DEPORTIERT 1942 GHETTO WARSCHAU SCHICKSAL UNBEKANNT                 | Friedrich-Ebert-Straße 15 · (vorm.Neue Kreuzstraße 15) ·    | Erna Pinkus |
| | HIER WOHNTE THEODOR PINKUS GEBOREN 1881 DEPORTIERT 1942 GHETTO WARSCHAU SCHICKSAL UNBEKANNT                     | Friedrich-Ebert-Straße 15 · (vorm.Neue Kreuzstraße 15) ·    | Theodor Pinkus |
| | HIER WOHNTE LUCIE PUST GEB. PAUL JG. 1866 DEPORTIERT 1942 THERESIENSTADT ERMORDET 21.5.1944                     | Georg-Herwegh-Straße 18                                     | Lucie Pust wurde am 23. Juni 1866 in Altstrelitz, Mecklenburg, geboren. Sie war Inhaberin eines Lehrinstitutes für Schneiderei. 1910 heiratete sie den Seemaschinisten Johannes Pust aus Eberswalde und lebte seitdem in der Stadt. 1922 verstarb ihr Mann in Wolgast. Zuletzt lebte sie, erblindet, in einem kleinen Zimmer in der ersten Etage des Altersheim auf dem Drachenkopf. Das Heim in der Erich-Mühsam-Straße, der damaligen Donopstraße, gibt es noch heute. Die Zahlung des Pflegegeldes wurde eingestellt, die invalide Frau musste in ein Jüdischen Arbeitsheim bei Beeskow transferiert werden. Am 28. Oktober 1942 wurde Lucie Pust mit dem so genannten 68. Alterstransport nach Theresienstadt deportiert. Im Amtsblatt für die Stadt Eberswalde ist vermerkt: „Hier ist sie am 21. Mai 1944 verstorben beziehungsweise wurde ermordet.“ |
| | HIER WOHNTE JOHANNA RAWITSCHER JG. 1864 DEPORTIERT 1942 THERESIENSTADT ERMORDET 2.9.1942                        | Carl-von-Ossietzky-Straße 4 (vorm. Neue Schweizer Straße 4) | Johanna Rawitscher wurde am 30. April 1864 in Stargard geboren. Ihr Vater war der Rabbiner Samuel Rawitscher. Sie hatte zumindest eine Schwester, Rosalia. Beide Frauen blieben unverheiratet. Sie waren Eigentümerinnen des Hauses in der Neuen Schweizer Straße 4, welches sie auch bewohnten. 1941 wurden sie zum Verkauf an die Stadt Eberswalde genötigt und mussten in eine Sammelwohnung in der Kirchstraße 18 übersiedeln. Am 19. August 1942 wurden die betagten Damen mit dem 45. Alterstransport von Berlin nach Theresienstadt deportiert. Dort kamen beide ums Leben, Johanna am 2., Rosalia am 12. September 1942. |
| | HIER WOHNTE ROSA RAWITSCHER JG. 1873 DEPORTIERT 1942 THERESIENSTADT ERMORDET 12.9.1942                          | Carl-von-Ossietzky-Straße 4 (vorm. Neue Schweizer Straße 4) | Rosalia Rawitscher, auch Rosa, wurde am 16. Mai 1873 in Heilsberg, Ostpreußen, geboren. Ihr Vater war der Rabbiner Samuel Rawitscher. Sie hatte zumindest eine Schwester, Johanna. Beide Frauen blieben unverheiratet. Sie waren Eigentümerinnen des Hauses in der Neuen Schweizer Straße 4, welches sie auch bewohnten. 1941 wurden sie zum Verkauf an die Stadt Eberswalde genötigt und mussten in eine Sammelwohnung in der Kirchstraße 18 übersiedeln. Am 19. August 1942 wurden die betagten Damen mit dem 45. Alterstransport von Berlin nach Theresienstadt deportiert. Dort kamen beide ums Leben, Johanna am 2., Rosalia am 12. September 1942. |
| | HIER WOHNTE LUDWIG SANDBERG JG. 1857 GEDEMÜTIGT / ENTRECHTET FLUCHT IN DEN TOD 29.1.1936                        | Weinbergstraße 1                                            | Ludwig Sandberg war Rechtsanwalt und trug den Titel Justizrat. Nach Hitlers Machtergreifung wurde ihm die Ehrenbürgerschaft entzogen. Nach ihm ist eine Straße in Eberswalde benannt. |
| | HIER WOHNTE ERNA SCHOCKEN JG. 1894 SCHICKSAL UNBEKANNT                                                          | Schneiderstraße 14                                          | Erna Schocken |
| | HIER WOHNTE BERTA STEINHARDT JG. 1922 DEPORTIERT 1942 WARSCHAU SCHICKSAL UNBEKANNT                              | Eisenbahnstraße 86                                          | Berta Steinhardt |
| | HIER WOHNTE ERNA STEINHARDT GEB. SCHÄCHTER JG. 1897 DEPORTIERT 1942 WARSCHAU SCHICKSAL UNBEKANNT                | Eisenbahnstraße 86                                          | Erna Steinhardt geb. Schächter |
| | HIER WOHNTE HILDEGARD STEINHARDT VERH. MIRON JG. 1925 FLUCHT 1941 WARSCHAU ITALIEN SCHWEIZ PALÄSTINA            | Eisenbahnstraße 86                                          | Hildegard Steinhardt verh. Miron |
| | HIER WOHNTE MARGOT STEINHARDT JG. 1937 DEPORTIERT 1942 WARSCHAU SCHICKSAL UNBEKANNT                             | Eisenbahnstraße 86                                          | Margot Steinhardt |
| | HIER WOHNTE SIEGMUND STEINHARDT JG. 1885 VERHAFTET 1939 BUCHENWALD ERMORDET 14.3.1940                           | Eisenbahnstraße 86                                          | Siegmund Steinhardt |
| | HIER WOHNTE SOPHIE STEINHARDT VERH. GERSON JG. 1921 KINDERTRANSPORT 1939 ENGLAND                                | Eisenbahnstraße 86                                          | Sophie Steinhardt verh. Gerson |
| | HIER WOHNTE WILLY STEINHARDT JG. 1929 1940 HAMBURG FLUCHT 1940 PALÄSTINA                                        | Eisenbahnstraße 86                                          | Willy Steinhardt |
| | HIER WOHNTE ARTHUR STEINITZ JG. 1878 DEPORTIERT 1942 GHETTO WARSCHAU SCHICKSAL UNBEKANNT                        | Eisenbahnstraße 40                                          | Arthur Steinitz |
| | HIER WOHNTE BETTY WOLFF VERH. NEUHAUS GEBOREN 1913 FLUCHT USA ÜBERLEBT                                          | Kirchstraße 18                                              | Betty Wolff, verheiratete Neuhaus |
| | HIER WOHNTE ERICH WOLFF JG. 1920 DEPORTIERT KOWNO ERMORDET 1941                                                 | Kirchstraße 18                                              | Erich Wolff |
| | HIER WOHNTE IDA WOLFF GEB. LEVI JG. 1886 FLUCHT USA ÜBERLEBT                                                    | Kirchstraße 18                                              | Ida Wolff |
| | HIER WOHNTE JOSEF WOLFF JG. 1885 FLUCHT USA ÜBERLEBT                                                            | Kirchstraße 18                                              | Josef Wolff |
| | HIER WOHNTE GERTRUD ZWIRN GEB. POLAJEWER GEBOREN 1888 GEDEMÜTIGT 7 ENTRECHTET FLUCHT IN DEN TOD 11.5.1940       | Friedrich-Ebert-Straße 14 · (vorm.Neue Kreuzstraße 14) ·    | Gertrud Zwirn |
| | HIER WOHNTE HELGA ZWIRN GEBOREN 1925 DEPORTIERT 1942 ERMORDET IN AUSCHWITZ                                      | Friedrich-Ebert-Straße 14 · (vorm.Neue Kreuzstraße 14) ·    | Helga Zwirn |
| | HIER WOHNTE SALLY ZWIRN GEBOREN 1882 DEPORTIERT 1942 ERMORDET IN AUSCHWITZ                                      | Friedrich-Ebert-Straße 14 · (vorm.Neue Kreuzstraße 14) ·    | Sally Zwirn |

## Verlegungen
Typische Verlegesituationen in Eberswalde:

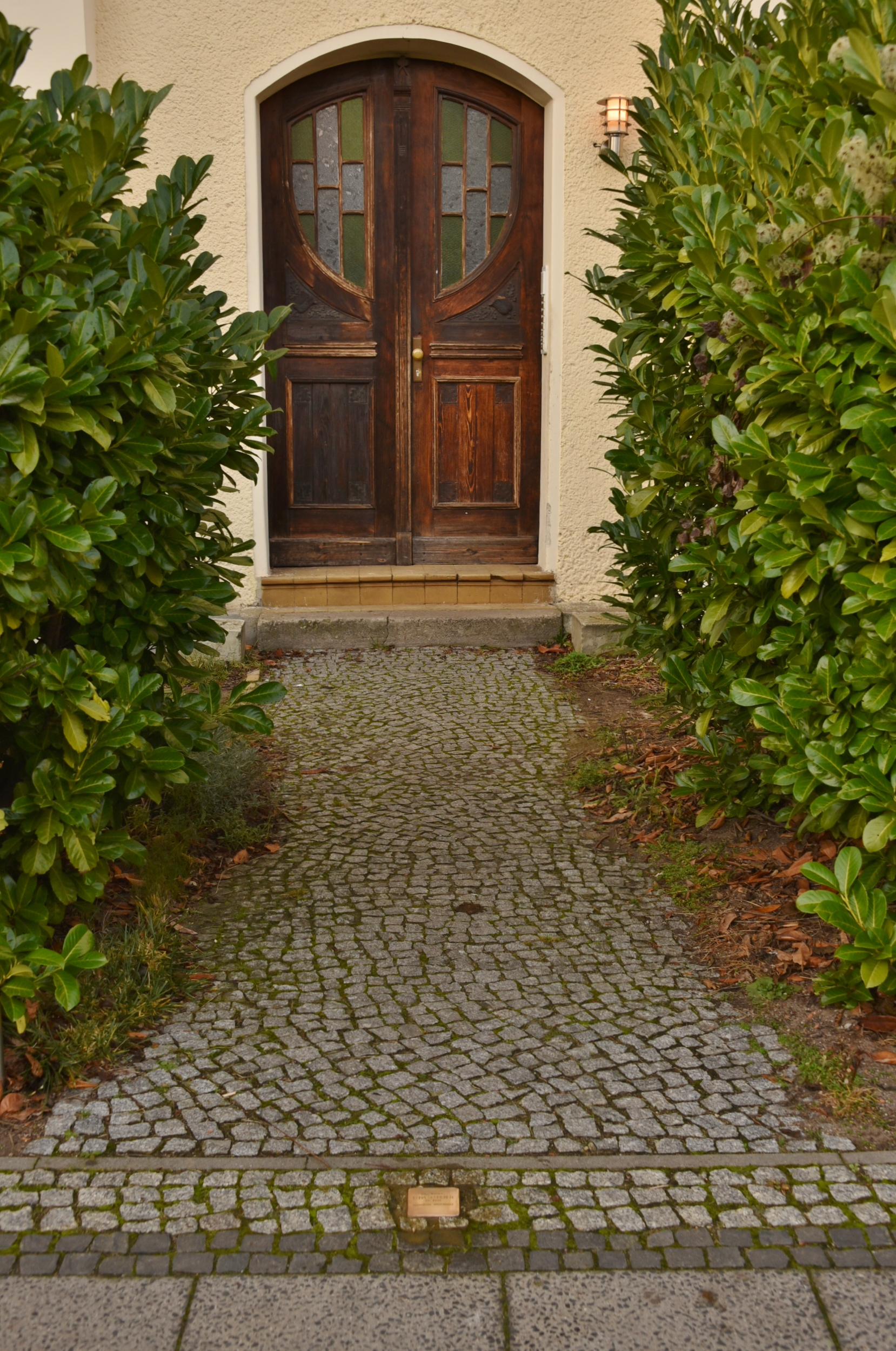
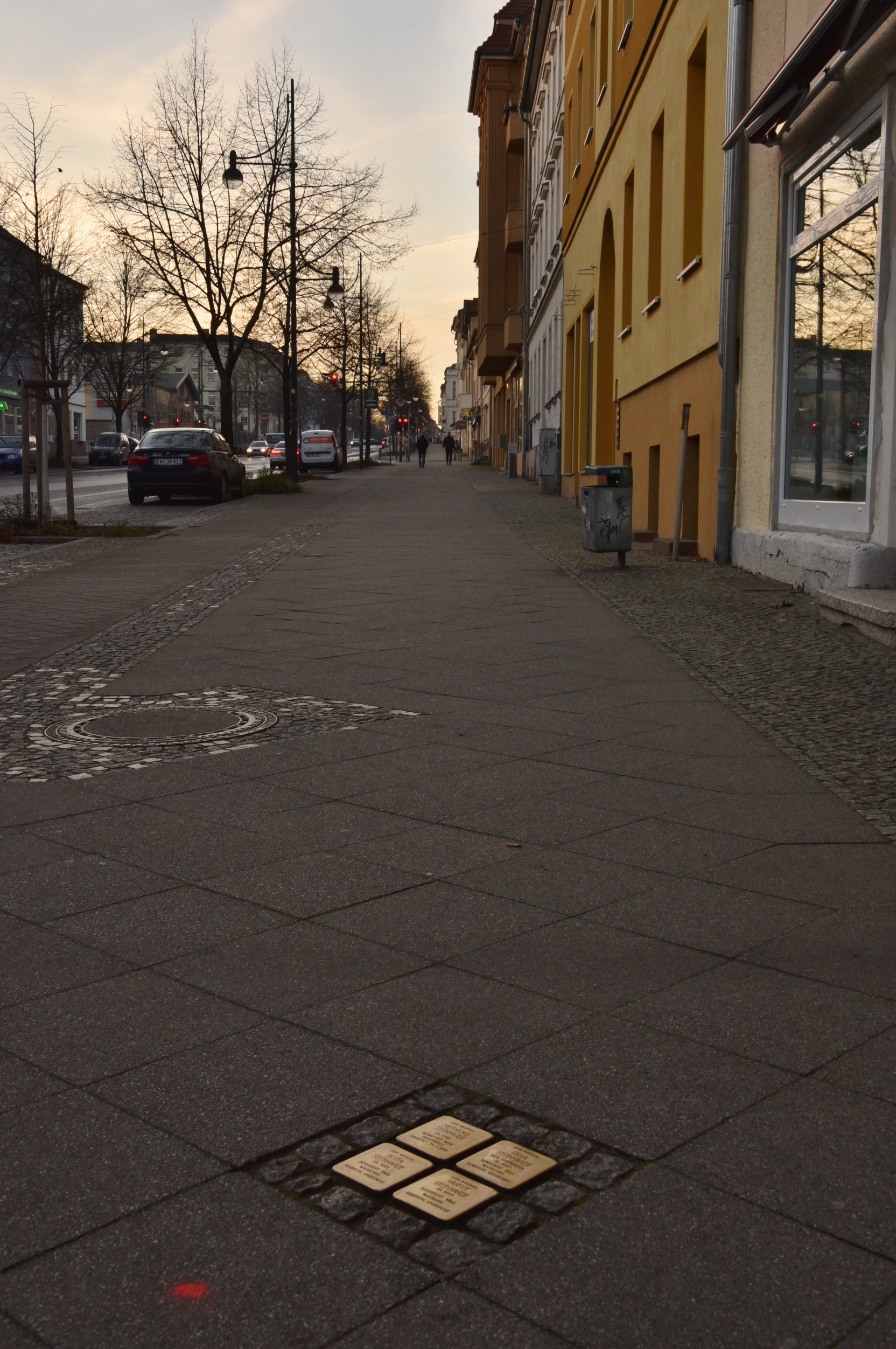
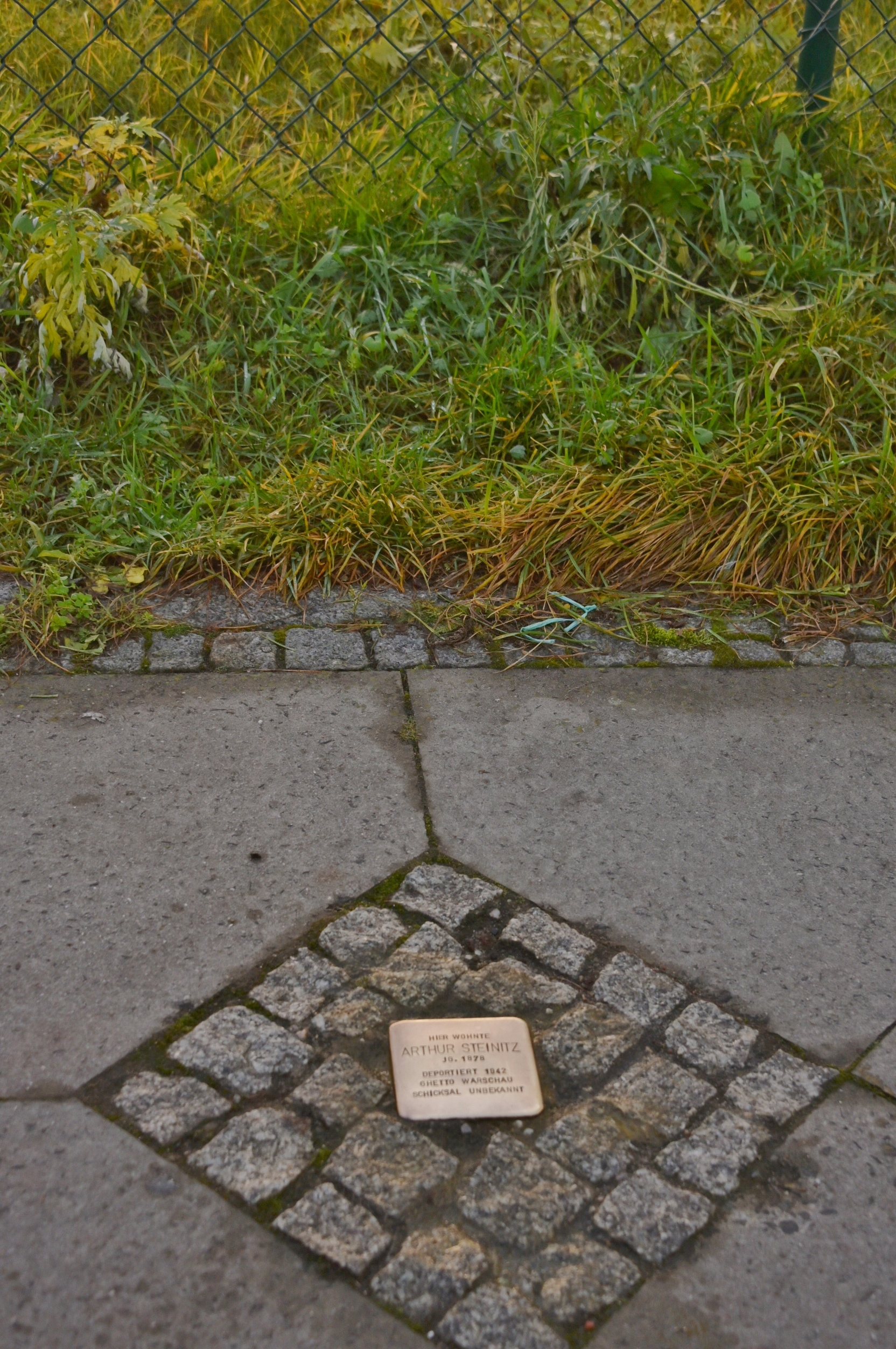
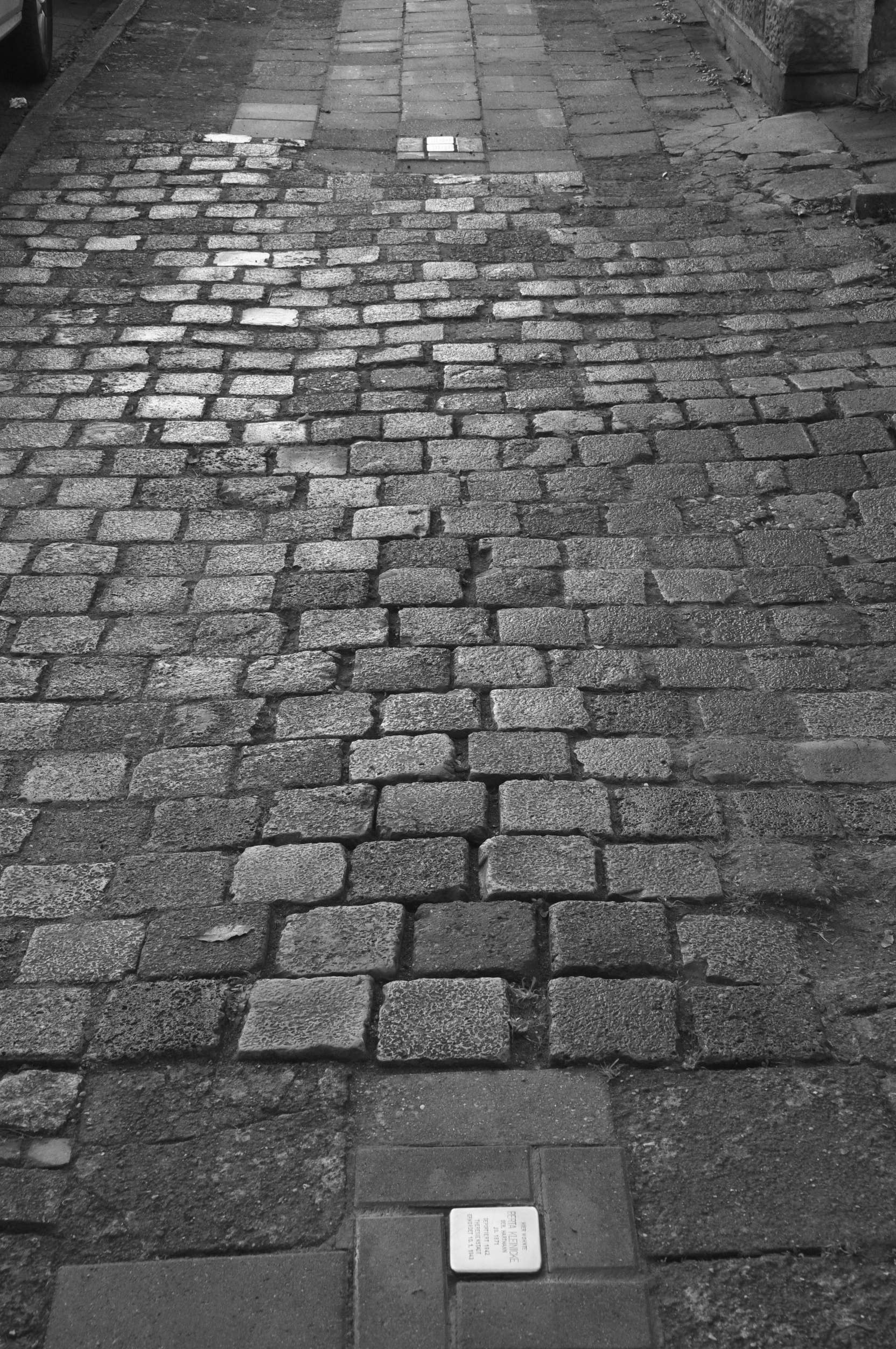
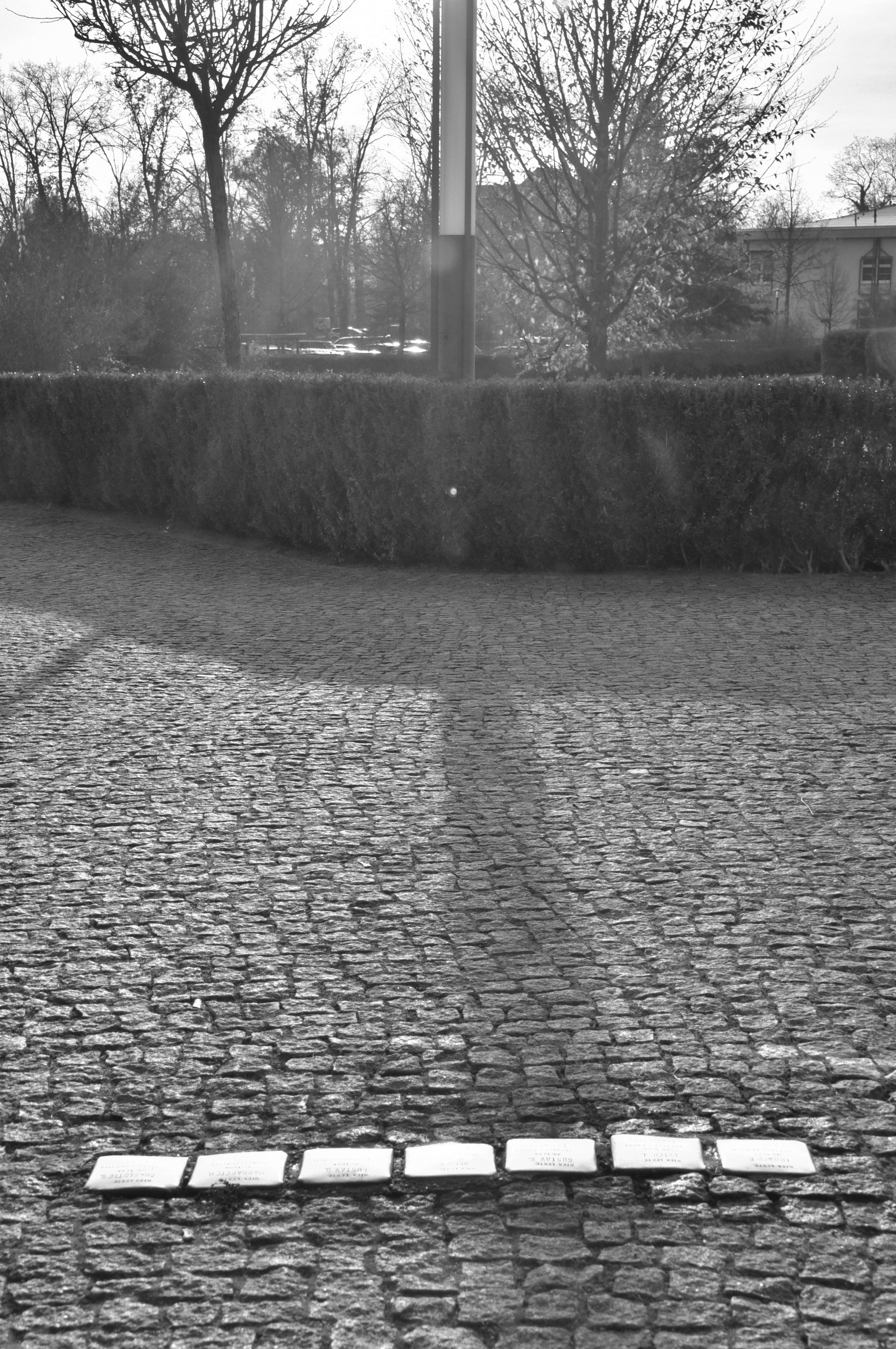

- Oktober 2004: Martin-Gropius-Krankenhaus
- 11. Oktober 2011
- 23. September 2013
- 28. April 2014: Carl-von-Ossietzky-Straße 4, Friedrich-Ebert-Straße 14 und 15, Kirchstraße 20/21, Schneiderstraße 14,  Weinbergstraße 1 und 13
- 17. November 2015: Brautstraße 16, Breite Straße 28, Georg-Herwegh-Straße 18, Eisenbahnstraße 10 und 40, Friedrich-Ebert-Straße (gegenüber Nr. 9)[11]
- 16. November 2018: Breite Straße (neben Parkplatz), Carl-von-Ossietzky-Straße 2, Eisenbahnstraße 83
- 13. Juni 2024[12]